# 大田区立東調布中学校
大田区立東調布中学校（おおたくりつ ひがしちょうふちゅうがっこう）は、東京都大田区田園調布南にある区立中学校。周辺には大田区立東調布第一小学校と東京都立田園調布高等学校がある。

## 沿革
- 1956年3月17日 - 木造校舎完成
- 1956年4月6日 - 大森第七中学校より分離し、開校。東京都大田区田園調布1丁目42番地に設置され、地番変更により，田園調布南29番15号となる。
- 1956年4月26日 - 校章制定
- 1956年5月20日 - 校旗制定
- 1956年6月11日 - 開校記念日とする。
- 1957年3月3日 - 校歌制定
- 1958年11月5日 - 心障学級設置（現特別支援学級）
- 1975年11月8日 - 開校20周年記念式典および全鉄筋校舎完成記念式挙行
- 2022年4月 - 女子用スラックス導入。新入生のスカートから吊り紐が廃止となる。

## 概要
- 大田区立東調布第一小学校全域を校区とする。
- 周辺には東京都立田園調布高等学校があり、本校の生徒も進学している。
- 校舎全体の過半が築40年以上経過していることから大田区は東調布中学校の全面改築を決定した[3]。(工事着工予定…令和6年度)

## 教育目標
善い行いを積み  学業に励み  体力向上に努め  感謝の心をもつ

## 部活動
運動部
女子バレーボール
男子バスケットボール
女子バスケットボール
女子ソフトテニス
男子ソフトテニス
野球
サッカー
チアリーディング
卓球部
文化部
合唱
吹奏楽
美術
料理&手芸
三味線
華道
フリーサークル

## 著名な出身者
- 勝杏里 - 声優
- 国山ハセン - PIVOT社員。元TBSテレビアナウンサー[4]
- 嶌信彦 - ジャーナリスト[5]
- 日高拓海 - プロ野球選手

## 交通アクセス
- 東急池上線 御嶽山駅下車　徒歩8分
- 東急多摩川線 沼部駅下車　徒歩7分